# 은 (성씨)
은(殷, 恩)씨는 중국과 한국의 공통적인 성씨 관향이다.

## 나라 은 殷
고대 동이족이 황하 유역에 세운 은(殷)나라 왕 성탕(成湯)의 후손이라고 한다. 
『삼국사기』에 백제의 장군 은상(殷相)이 좌평(佐平)으로서 신라군과 싸우다가 649년(백제 의자왕 9)에 전사한 것으로 기록되어 있다.
『고려사』에 은정(殷鼎)이 1071년(고려 문종 25년) 비서소감(秘書少監) 우부승선(右副承宣)이 되었고, 벼슬이 시중(侍中)에 이르렀으며 사학(私學) 12공도(十二公徒) 중의 하나인 문충공도(文忠公徒)를 세워 후진을 양성한 것으로 기록되어 있다.
은(殷)씨는 2015년 대한민국 통계청 인구조사에서 16,894명으로 조사되었다. 본관은 행주(幸州), 태인(泰仁), 고부(古阜) 등 9본이 전한다. 《세종실록지리지》에 은(殷)씨는 경기도 고양현(高陽縣) 행주(幸州)와 전라도 고부군(古阜郡)의 토성(土姓)으로 기록되어 있다.
행주 은씨(幸州殷氏) 시조 은홍열(殷洪悅)은 당(唐)나라 8학사 중 한명으로 850년(문성왕 12)에 신라로 건너와 태자태사(太子太師), 보문각대제학(寶文閣大提學)을 역임하고 행주(幸州)에 정착하였다고 한다. 행주(幸州)는 현재의 경기도 고양시 행주동 일대이다. 이후 세계가 실전되어 고려 고종 때 문림랑(文林郞)을 역임한 은윤보(殷允保)를 기세조로 하고 있다. 2015년 행주 은씨 인구는 14,665명이다.
태인 은씨(泰仁殷氏) 시조 은홍순(殷弘淳)은 고려조에 평장사(平章事)를 지냈다고 하는데, 『행주은씨세보(幸州殷氏世譜)』에 은홍순(殷弘淳)이 문림랑(文林郞) 은윤보(殷允保)의 아들로 나타나는 것을 보면 행주(幸州)에서 분적(分籍)한 것으로 보인다. 은홍순(殷弘淳)의 7세손 은여림(殷汝霖)이 1396년(조선 태조 5년) 식년 문과에 급제하고 이조판서(吏曹判書)에 이르렀는데, 본관은 문헌에 따라 태인(泰仁) 또는 고양(高陽)으로 다르게 기록되어 있다. 태인(泰仁)은 현재의 전라북도 정읍시 태인면 일대이고, 고양은 행주가 속한 지명이다. 2015년 태인 은씨 인구는 10명, 고양 은씨 인구는 803명이다.
전라북도 정읍시 고부면을 본관으로 하는 고부 은씨(古阜殷氏)는 은몽신(殷夢臣, 1566년생)이 1609년(광해군 1년) 생원시에 합격하였고, 은종익(殷宗翼)은 1861년(철종 12년) 진사시에 합격하였다. 2015년 고부 은씨 인구는 389명이다.

## 은혜 은 恩
은(恩)씨는 제나라에서 나온 성씨이다. 만주 은원리(恩元理)가 청 덕종 때 사관을 지냈다.
『일본서기』에 백제 의자왕의 왕비가 은고(恩古)라고 전해진다. 
전라도 고부군을 본관으로 하는 고부 은씨(古阜恩氏)는 부사과(副司果) 은정표(恩廷杓)의 아들 은광훈(恩光燻, 1754년생)이 1784년(정조(正祖) 8년) 정시(庭試) 무과에 급제하였다. 은광훈(恩光燻)의 거주지는 평안도 평원군 영유(永柔)이다.
1930년 국세조사(國勢調査)에서 평안남도 강서군 쌍룡면에 은몽천(恩蒙天) 1가구가 살고 있는 것으로 나타났다.
2015년 대한민국 통계청 인구조사에서 은(恩)씨는 13명으로 조사되었다.

## 같이 보기
- 한국의 성씨 목록